# San Martino in Pensilis
San Martino in Pensilis – miejscowość i gmina we Włoszech, w regionie Molise, w prowincji Campobasso.
Według danych na rok 2004 gminę zamieszkiwały 4824 osoby, 48,2 os./km².